# The Pirate Bay (TV-serie)
The Pirate Bay är en svensk dramaserie som hade premiär på SVT och SVT Play den 8 november 2024. Serien är regisserad av Jens Sjögren, som även skrivit manus tillsammans med Piotr Marcinak, Jakob Beckman och Patrik Gyllström. Första säsongen består av sex avsnitt och är baserad på verkliga händelser.

## Handling
Serien kretsar kring de tre unga killarna Gottfrid Svartholm Warg, Peter Sunde och Fredrik Neij och deras kontroversiella fildelningssajt The Pirate Bay och hur Sverige i starten av 2000-talet blev en central spelare i en global aktiviströrelse.

## Rollista (i urval)
- Arvid Swedrup – Gottfrid Svartholm Warg
- Willjam Lempling – Fredrik Neij
- Simon Gregor Carlsson – Peter Sunde
- Philip Zandén – Peter Althin
- Helena Bergström – Monique Wadsted
- Robin Stegmar – Henrik Pontén
- Rodrigo Cartault – Oded Daniel
- Max Vobora – Rasmus Fleischer
- Maria Sundbom Lörelius – Karin Pontén
- Emil Almén – Johan
- Henrik Norlén – Carl Lundström
- Per Svensson –  Håkan Roswall
- Elvis Stegmar – Markus Pontén
- Merima Dizdarević – Adriana
- Eric Rusch – Tomas Norström
- Niki Löfberg - Lauri Hansen
- Ruben Gullback Levis - Återkommande Pirat